# Bistrica (Prijedor)
Bistrica (szerbül: Бистрица), falu Bosznia-Hercegovinában, Bosanska krajina területén, Prijedor községben, a Szerb Köztársaságban. 

## Fekvése
Bosznia-Hercegovina északnyugati részén, a Potkozarje területén, Banja Lukától légvonalban 23, közúton 30 km-re északnyugatra, községközpontjától légvonalban 20, közúton 23 km-re délkeletre, 200 – 450 méteres tengerszint feletti magasságban, a Bistrica-patak felső folyása mentén fekszik. Több településrészből áll. Területén áthalad a Prijedorból Banja Lukára vezető főút.

## Népessége
| Nemzetiségi csoport | Népesség 1991 | Népesség 2013 |
| ------------------- | ------------- | ------------- |
| Szerb               | 1329          | 927           |
| Bosnyák             | 2             | 0             |
| Horvát              | 0             | 3             |
| Jugoszláv           | 11            | 0             |
| Egyéb               | 4             | 9             |
| Összesen            | 1346          | 939           |

## Története
A Crkveni-patak feletti magaslaton található régészeti leletek tanúsága szerint a település területe már az őskorban lakott volt. Az itteni erődöt feltehetően a késő bronzkortól a római korig folyamatosan használták.
A település 1878-ig tartozott az Oszmán Birodalomhoz, ekkor a berlini kongresszus határozata alapján az Osztrák-Magyar Monarchia része lett. 1879-ben az első osztrák-magyar népszámlálás során a Prijedori járáshoz és Kozarac községhez tartozó településnek 105 háztartása és 653 muszlim lakosa volt. 1910-ben a Prijedori járáshoz tartozó településen 145 háztartást, 1128 ortodox, 1 muszlim és 7 katolikus lakost találtak.
A monarchia szétesésével 1918-ban előbb a Szerb-Horvát-Szlovén Királyság, majd 1929-től a Jugoszláv Királyság része. 1921-ben a községnek 161 háztartása és 1087 lakosa volt. Jugoszlávia megszállása után a falu a Független Horvát Állam (NDH) része lett. A Kozaracban állomásozó usztasa egység 1941. július 31. és augusztus 2. között a Kozaraci közösség helyén tömegesen mészárolta le a Prijedori körzet 13 falujából származó lakosságot. Azon a napon Babići, Balte, Bistrica, Dera, Gornji Garevci, Jaruge, Kamičani, Kozarac, Lamovita, Petrov Gaj és Trnopolje falvakból 172 szerbet öltek meg a közösség helyén. Az áldozatok száma, akikről van névadat, nem végleges.
1945-től a település a szocialista Jugoszlávia része volt, 1963-ig Omarska községhez tartozott. A boszniai háború idején a település a Boszniai Szerb Köztársaság része volt. A daytoni békeszerződést követő területfelosztásnál a település Prijedor község részeként a Szerb Köztársaság területéhez került.

## Nevezetességei
- A temető közepén áll a település ortodox temploma

- Raspavljena gradina – őskori és római kori erőd maradványai. A maradványok egy 120x50 méteres platón, a Crkveni-patak feletti magaslaton találhatók. Az erődöt a könnyebben hozzáférhatő északi oldalon magas sánc és árok, a plató hosszában pedig védőfal védte. A plató közepén található bevágás feltehetően a római korból származik. Az erőd építésének korát a késő bronzkorra, vagy a vaskorra teszik és még a római korban is használatban volt.[4]